# Châtenois, Bas-Rhin

Châtenois este o comună în departamentul Bas-Rhin, Franța. În 1 ianuarie 2022 avea o populație de 4.265 de locuitori.